# Marazoleja
Marazoleja – gmina w Hiszpanii, w prowincji Segowia, w Kastylii i León, o powierzchni 26,36 km². W 2011 roku gmina liczyła 123 mieszkańców.